# Piotr Lombard
Piotr Lombard (ur. ok. 1100 w Novarze albo w Lumello we Włoszech, zm. ok. 1160-1164) – teolog średniowieczny. Studiował najpierw w Bolonii, a później w Reims i w Paryżu. We Francji nawiązał kontakt ze św. Bernardem z Clairvaux. Był słuchaczem Piotra Abelarda. Następnie został mistrzem, prawdopodobnie w szkole katedralnej, a później biskupem Paryża, ale piastował krótko ten urząd, na którym w r. 1158 lub 1159 zastąpił go Maurice de Sully, budowniczy katedry Notre-Dame.
Dzieła Piotra Lombarda obejmują:
- Komentarze do Psalmów i św. Pawła – są głównie kompilacją patrystycznych i średniowiecznych dzieł egzegetycznych, napisaną w duchu epoki;
- Kazania;
- Sentencje (Quattuor Libri Sententiarum) – najważniejsze dzieło Lombarda, komentarz napisany metodą syntetyczną w latach 1145-1151, w którym autor chciał powiązać tematycznie wszystkie treści wiary. Dzieło składa się z 4 części:
  - pierwsza ma za przedmiot Boga jako takiego, a więc Jego jedność i troistość oraz Jego przymioty;
  - druga zajmuje się Bogiem jako stwórcą aniołów i człowieka, a także grzechem i obietnicą łaski;
  - przedmiotem trzeciej jest Bóg Odkupiciel, czyli Prawo, chrystologia i pneumatologia;
  - czwarta zaś mówi o Bogu Dawcy łaski, czyli obejmuje sakramentologię i eschatologię.

To ostatnie dzieło sprawiło, że Piotr Lombard stał się znanym i powszechnie komentowanym teologiem średniowiecza. Stąd również pochodzi jego tradycyjny tytuł "Magister sententiarum" lub, jak go nazywa św. Tomasz z Akwinu, po prostu "Magister". Uczniem Lombarda był Piotr z Poitiers (zm. 1205).